# Прапор Льєжу (провінції)
Провінція Льєж не має прапора, який офіційно є прапором Льєжу. Неофіційно, однак, використовується прапор, який моделюється як гербі провінції на стягу. Для співвідношення висоти і ширини використовується як 2:3, так і 1:1 (квадрат).
Провінційний герб складається з чотирьох чвертей. У першій чверті зображено герб міста Льєж, у другій — герб Буйонського герцогства, у четвертій — графства Лун. Третя чверть показує верхню половину герба Верв'є.
Три поштові роги відносяться до графства Горн, яке зараз розташоване в голландському Лімбурзі.

## Відхилений дизайн прапора
30 жовтня 2001 року Леон Ніссен представив провінційній владі прапор провінції Льєж. Пропозиція щодо прапора не повністю пов’язана з гербом провінції, оскільки цей герб неправильно представляє поточну провінцію Льєж, як пояснювалося вище. Пропозиція прапора являє собою чотири вертикальні смуги жовто-червоного кольору та п'ять горизонтальних смуг біло-червоно-біло-жовто-синього кольорів. Вертикальні смуги мають кольори колишнього князівства-єпископства Льєж. Верхні горизонтальні біло-червоні смуги мають кольори Лімбургу. Нижні горизонтальні біло-жовто-блакитні смуги символізують князівство абатства Ставело-Мальмеді. Кольори також розміщуються відповідно до географічного розташування колишніх утворень: Льєж на заході, Лімбург на північному сході та Ставело-Мальмеді на південному сході. 11 січня 2002 року губернатор Пол Болланд повідомив Леону Ніссену, що постійна депутація, ґрунтуючись на звіті провінційного архіваріуса пана Флаготьє, відхилила пропозицію та вирішила залишити герб як неофіційний прапор провінції. 

Герб Лєжа (міста)
Герб герцогства Буйонського
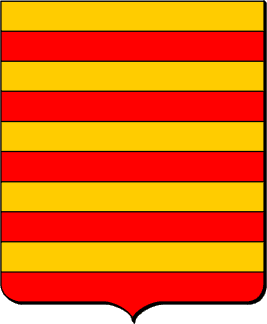
Герб графства Лун
Герб Верв'є
Герб графства Горн
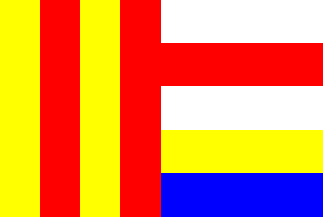
Відхилений дизайн прапора
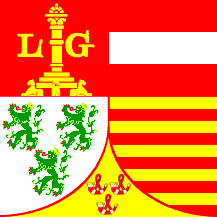
Старий неофіційний гербовий банер
Прапор губернатора провінції